# Fravita de Constantinopla
Fravita (em grego:  Φραβίτας) ou Flaviano, foi o patriarca de Constantinopla entre 488 e 489.

## Biografia

### Eleição
De acordo com Nicéforo Calisto Xantópulo, quando o patriarca Acácio morreu, o imperador bizantino Zenão colocou duas folhas de papel na grande igreja de Constantinopla. Numa delas estava um oração para que Deus enviasse um anjo para escrever na segunda folha em branco o nome de quem Ele desejava que fosse o novo patriarca. Um jejum de quarenta dias com orações foi ordenado. A igreja foi confiada à custódia de um eunuco de confiança, o camareiro imperial, e o selo imperial foi colocado sobre a urna contendo os papéis.
Fravita era um presbítero encarregado da igreja suburbana de Santa Tecla. Alimentado por sua ambição, ele pagou ao eunuco uma grande soma em dinheiro, prometendo ainda mais, para que ele escrevesse seu nome na folha em branco. Ao final dos quarenta dias, a urna foi aberta e o nome de Fravita foi encontrado, o que levou ao seu imediato entronamento em meio a aclamações universais. Menos de quatro meses depois ele morreu e o poderoso eunuco foi então pressionar os executores de seu testamento pelo dinheiro devido. Eles revelaram ao imperador a sórdida história. A farsa foi exposta e o eunuco foi expulso da cidade. O imperador Zenão, envergonhado de seu fracasso, confiou a nova eleição ao clero da cidade.
Porém, a correspondência entre Zenão, Fravita e o Papa Félix III sobre a ascensão do novo patriarca não contém nenhum traço desta história.

### Reinado
Fravita escreveu cartas simultaneamente para Pedro Mongo, o patriarca de Alexandria, pedindo sua comunhão, e outra sinodal para o Papa Félix pedindo sua sanção e cooperação. Este documento foi levado até Roma por monges de Constantinopla que tinham se mantido desde início afastados de Acácio e de seu amigo, Pedro. Uma carta anexa de Zenão demonstra grande apreço por Fravita e o imperador só tinha apoiado a indicação dele por que acreditava que ele seria capaz de restaurar a paz e a unidade entre as igrejas, abaladas pelo cisma acaciano e a controvérsia em torno do Henótico. Félix, satisfeito com as cartas, fez ler em público a carta de Zenão para seus diretos e todo o clero de Roma, que demonstrou ruidosamente seu apoio.
Porém, quando o Papa pediu aos monges de Constantinopla que transmitissem o seu desejo de que os nomes de Acácio e Mongo fossem rejeitados e retirados dos dípticos, eles responderam que não tinham nenhuma instrução neste sentido. A alegria do Papa foi finalmente destruída com a chegada de uma cópia da carta que Fravita havia enciado para Mongo, negando a comunhão com Roma. Enfurecido, o Papa expulsou os monges e os mandou de volta pra casa.
Seja esta história de Nicéforo Calisto verdadeira ou não, Fravita permanece com a imagem manchada por sua duplicidade.